# Lonchocarpus scandens
Lonchocarpus scandens är en ärtväxtart som först beskrevs av Jean Baptiste Christophe Fusée Aublet, och fick sitt nu gällande namn av Adolpho Ducke. Lonchocarpus scandens ingår i släktet Lonchocarpus och familjen ärtväxter. Inga underarter finns listade i Catalogue of Life.